# Винкс
Винкс (енгл. Winx Club) италијанско-америчка је анимирана телевизијска серија коју је створио Иђинио Страфи. Радња је смештена у чаробни универзум у којем живе виле, вештице и друга митска бића. Главни лик је Блум, тинејџерка која се уписује у школу Алфија да би усавршила своје вештине.
Иђинио Страфи је у почетку изложио радњу серије како би трајала три сезоне. Године 2009. одлучио је да причу настави четвртом сезоном. Отприлике тада је њена популарност привукла пажњу америчког медијског предузећа Viacom, у чијем је власништву Nickelodeon. Viacom је купио 30% студија који производи Винкс, а Nickelodeon је почео продукцију ревитализоване серије. Продукција пете, шесте и седме сезоне била је подељена између студија Rainbow и Nickelodeon Animation Studio. Како би привукао америчку публику, Viacom је окупио познату екипу за гласовне улоге (попут Аријане Гранде и Елизабет Гилис), уложио 100 милиона америчких долара у оглашавање и уврстио Винкс у франшизу Nicktoons.
Буџет серије је био знатно смањен 2014. године, током своје седме сезоне. 3D сегменти и холивудски гласовни глумци сматрани су прескупима, па су укинути. После четворогодишње паузе, осма сезона је премијерно емитована 2019. По Страфијевој одлуци, ова сезона је преуређена за предшколску циљну публику. Због ових одлука, добила је изузетно негативне критике, а серија је завршена.
Играна адаптација серије, под насловом Винкс сага: Судбина, емитована је од 2021. и трајала је две сезоне. У јануаеу 2023. Viacom (сада под називом Paramount Global) продао је свој удео у студију Rainbow назад Страфију, који је поново стекао потпуну контролу над пројектима овог студија. Године 2023. Rainbow је најавио анимирани рибут, под насловом Винкс: Чаролија се враћа, који ће бити приказан на јесен 2025.

## Радња
Серија прати авантуре групе девојака познатих као Винкс, ученица Алфије, школе за виле, које се претварају у виле у борби против зликоваца. Тим чине Блум, црвенокоса вођа са моћима заснованим на ватри; Стела, вила Сунца; Флора, вила природе; Техна, вила технологије; Мјуза, вила музике и Аиша, вила таласа. Рокси, вила животиња, повремено се придружи Винксу и све три продуцентске куће серије именују је за седмог члана Винкса. Главни мушки ликови зову се Специјалци, група ученика школе Црвена фонтана који су уједно и момци вила Винкс. Укључују Блуминог вереника Скаја; Стелиног вереника Брендона; Флориног дечка Хелију; Техниног дечка Тимија и Мјузиног дечка Ривена. За разлику од својих женских колега, Специјалци немају магичне моћи и уместо тога тренирају како да се боре ласерским оружјем. Најчешћи противници Винкса и Специјалаца су трио вештица по имену Трикс: Ајси, Дарси и Сторми, бивше ученице школе Мрачни торањ.
Серија Винкс је смештена у огромном универзуму који има неколико димензија. Већина епизода одвија се у Магичној димензији, која је затворена за обичне људе и у којој живе бића из европске митологије попут вила, вештица и чудовишта. Главни град овог света је град Меџикс—који се налази на истоименој планети—где се налазе три главне магијске школе. Остале планете Магичне димензије укључују Блумину родну планету Домино, Стелину родну планету Соларију, Флорину родну планету Линфеју, Технину родну планету Зенит, Мјузину родну планету Мелоди и Аишину родну планету Андрос. Неке епизоде се дешавају на Земљи, Роксиној родној планети и где је Блум провела детињство.

## Историја

### Концепт и стварање
Током 1990их, стрип цртач Иђинио Страфи приметио је да су акциони цртаћи углавном фокусирани на мушке јунаке; у то време је осећао да је „свет цртаћа лишен женских ликова.” Страфи се надао да ће представити алтернативну серију са главном женском особом старости од 16 до 18 година, јер је био заинтересован за „истраживање психолошке стране” преласка у одрасло доба. Одлучио је да развије пилот усредсређен на сукоб између две супарничке школе; једна за виле и друга за вештице. Страфи је упоредио своју првобитну радњу са „неком врстом ривалства Оксфорд—Кембриџ у магичној димензији”. Проширујући концепт, Иђинио Страфи инспирацију је црпио из јапанске манге и стрипова Серђа Бонелија.
Страфијев пилот, који је назван „Магична Блум”, представио је оригиналних пет чланова Винкса у одеждама попут оних традиционалних европских вила. Настао је током дванаестомесечног развојног периода који је укључивао тестове анимације, студије ликова и анкете тржишта. Анимација је привукла интересовање студија , која је платила 25% трошкова продукције у замену за италијанска права на емитовање и део прихода серије током 15 година. Након одржавања пробних пројекција пилота, Страфи је био незадовољан неодушевљеном реакцијом публике на застарели стил одевања ликова и изјавио је да га пилот није задовољио. У интервјуу из 2016. године, Страфи је рекао да је крајњи резултат „изгледао као само још један цртаћ у јапанском стилу... али ништа попут [модерне] серије Винкс”. Своја осећања према пилоту упоредио је са „егзистенцијалном кризом” и одлучио је да укине целокупну тестну анимацију упркос улагању од преко 100.000 евра у завршени пилот.
Да би прерадио концепт, Страфијев тим ангажовао је италијанске модне дизајнере да преуреде серију и дају ликовима светлији, модернији изглед. Продукција редизајниране серије започела је до 2002. године и Rainbow је проценио да ће епизоде дистрибутерима бити испоручене крајем 2003. године. Ново име серије („Винкс”) изведено је из енглеске речи „wings”. Страфијев циљ је био да привуче оба пола, укључујући секвенце акција дизајниране за мушке гледаоце и модне елементе за женске гледаоце. На догађају MIPCOM из октобра 2003. године, Rainbow је приказао прву епизоду серије међународним предузећима. Прва сезона имала је светску премијеру 28. јануара 2004. на италијанском телевизијском каналу .
Од почетка развоја, Иђинио Страфи је планирао свеобухватни заплет који ће се завршити након 78 епизода. Страфи је 2007. године изјавио да сага Винкс „неће трајати заувек” и намеравао је да први филм (Магија Винкс: Тајна изгубљеног краљевства) разреши било какве радње које су преостале од финала треће сезоне. Током 2008. године, Страфи је одлучио да продужи серију, позивајући се на све већу популарност.

### Оживљена серија канала
У фебруару 2011. године, америчко предузеће  (власник канала Nickelodeon) постало је сувласник студија Rainbow; Viacom је купио 30% студија Rainbow за 62 милиона евра. Viacom је првобитно планирао да откупи читав студио  али је желео да на челу задржи Иђиниа Страфија, остављајући Страфију 70%. Поклапајући се са куповином, Viacom је најавио да ће се Nickelodeon удружити са оригиналним творцем творцем у „сасвим новој Винкс” оживљеној серији. Viacom је финансирао и запослио екипу за оживљену серију, поделивши продукцију између студија предузећа ,  у Сједињеним Државама и Rainbow у Италији.
Оживљена серија започела је са четири специјалне епизоде које резимирају прве две сезоне оригиналне серије, а затим су уследиле пета, шеста и седма сезона. Како је продукцијски тим био подељен између две земље, Nickelodeon је објавио изјаву коментаришући како је серија Винкс необична продукција за предузеће: „Није уобичајена пракса да копродуцирамо цртаће; правимо их сами. Али снажно верујемо у Винкс.” Заједно са још једном оживљеном серијом (Млади мутанти нинџа корњаче), серија Винкс је званично примљена у франшизу Nicktoons канала , бренд који обухвата оригиналне анимиране продукције створене за мрежу. У свакој епизоди оживљене серије, Nickelodeon је одобравао сценарије и све фазе анимације. Nickelodeon је довео неке од својих дугогодишњих чланова екипе, попут креативне директорке Џенис Берџес и писаца Саше Паладиноа, Адама Пелцмана и Карин Гринберг.
Дана 7. априла 2014. године, Rainbow и Nickelodeon најавили су своје континуирано партнерство у седмој сезони серије Винкс, са планираним датумом премијере за 2015. годину. Страфи је рекао за сезону: „Биће привилегија да се још једном удружимо са каналом Nickelodeon на овоме”. Током овосезонске продукције, Rainbow је претрпео вишемилионски финансијски губитак због неуспеха на благајнама свог филма Гладијатори Рима. Због тога су смањили трошкове за Винкс, своју најскупљу серију. CGI-анимирани сегменти и калифорнијске гласовне улоге из претходне две сезоне сматрани су прескупима да би се наставили користити за седму сезону. Као и у претходне две сезоне, ауторска права на седму сезону су у власништву студија Rainbow и предузећа Viacom. Прва епизода емитована је 22. јуна 2015. године на каналу Nickelodeon у Азији, које је пратило америчко емитовање од 10. јануара 2016. године на каналу .
Председник предузећа Nickelodeon International, Пјерлуиђи Гацоло, био је одговоран за уређење копродукцијског партнерства и постао је члан одбора директора студија Rainbow (улога у којој и даље обавља службу, од новембра 2019. године). Поред финансирања телевизијске серије, Viacom је обезбедио средства неопходна за продукцију трећег Винкс филма. Током 2019, Иђинио Страфи је коментарисао скоро деценију заједничког наставка два студија, рекавши „познати Rainbow и познати Nickelodeon се веома допуњују; сензибилитет Американаца, са нашим европским додиром” Серија Винкс је отворила прилику канала  и студија Rainbow да заједно сарађују на додатним копродукцијама, укључујући разне пилоте од 2014. надаље и Клуб 57 из 2019. године.

#### Преуређена осма сезона
У последњих десет година, публика анимације је искривила млађу популацију. У данашње време врло је тешко натерати десетогодишњака да гледа цртаће ... када вам је мета 4 до 8 година, ваша прича не може имати исти ниво сложености као почетне сезоне серије Винкс, где имали смо пуно слојева ... Обожаваоци претходне серије Винкс кажу на друштвеним мрежама да су нове сезоне детињасте, али не знају да смо то морали да урадимо.

—Иђинио Страфи током 2019.
Осма сезона серије није продуцирана одмах након седме. Уследила је након вишегодишње паузе и није направљена као директан наставак претходне сезоне. На одлуку Иђинија Страфија, 8. сезона је била увелико преуређена како би привукла предшколску циљну публику.
За 8. сезону, креативни тим студија Rainbow преуредио је ликове како би изгледали млађи, надајући се да ће повећати привлачност предшколаца. Линије заплета биле су поједностављене како би их млађа публика могла разумети. Већина дугогодишњих чланова екипе серије није позвана да раде на овој сезони, укључујући уметничку директорку Симон Борсели, која је дизајнирала ликове серије од 1. до 7. сезоне и певачицу Елису Росели која је извела већину песама. У другој промени у односу на претходне сезоне, амерички тим канала Nickelodeon служио је као консултант, уместо да је директно надгледао епизоде; у то време Nickelodeon је уместо тога радио са студијом Rainbow на новој копродукцији, Клуб 57. 8. сезона је уједно била и прва сезона без учешћа студија Rai Fiction.
Иђинио Страфи донео је одлуку да преусмери публику намењену серији након година постепеног усмеравања ка млађој демографској категорији. У интервјуу 2019. године, Страфи је објаснио да је смањење гледаности старијих гледалаца и повећана публика мале деце учиниле да је ова промена неопходна. Појаснио је да „обожаваоци претходне серије Винкс на друштвеним мрежама кажу да су нове сезоне детињасте, али не знају да смо то морали да урадимо”. Страфи се тренутно повукао из серије и није надзирао продукцију 8. сезоне као у ранијим деловима. Уместо тога, фокус је преусмерио на игране пројекте намењене старијој публици: Клуб 57 и Судбина: Винкс сага. Страфи је објаснио да су „ствари које смо морали да ублажимо [у 8. сезони] наглашене у играној серији—односи, тучњаве и љубавне приче”. Додао је да се нада да ће Судбина задовољити „двадесетогодишњаке који и даље воле да гледају Винкс.”

## Продукција

### Дизајн
Визуелни елементи серије су мешавина јапанског анимеа и европских елемената, које Иђинио Страфи назива „заштитним знаком стила студија Rainbow”. Коначни дизајн главних ликова заснован је на Страфијевим оригиналним скицама, које су рађене по узору на познате личности популарне на прелазу у 21. век. У интервјуу за часопис IO Donna из 2011. године, Страфи је изјавио да је Бритни Спирс послужила као инспирација за Блум, Камерон Дијаз за Стелу, Џенифер Лопез за Флору, Пинк за Техну, Луси Лу за Мјузу и Бијонсе за Аишу. Овај приступ био је део Страфијевог циља да виле представљају „жене данашњице.”
Тим специјализованих уметника дизајнира изразе ликова и одећу за сваку сезону. За сваки лик нацртанно је око 20 табела израза и положаја из свих углова. Дизајнери почињу да развијају костиме ликова креирајући колаже из исечака из часописа најновијих модних трендова. Користећи их као референце, они цртају више одећа за сваки лик. Симон Борсели, уметнички директор серије, дизајнирао је већину одеће за ликове у раној сезони упркос недостатку позадине у модном дизајну. На питање анкетара одакле му модна интуиција, Борсели је одговорио: „Од тога што сам геј.”

### Писање и анимација
Прва фаза у продукцији епизоде је развијање њеног сценарија, процеса који може трајати 5—6 месеци. Када је серија започела продукцију, писци су били у потпуности смештени у Италији. Након што је  постао сувласник студија Rainbow 2011. године, група од 30 писаца студија Rainbow започела је сарадњу са тимовима из Италије и Сједињених Држава. Међународна координација, која се наставља до 2019. године, намерава да сценарије приказане у програму учини мултикултурним и доступним гледаоцима из различитих земаља. Епизоде се пишу са две приче на уму: дужим наративним луком који траје десетинама епизода и подзаплетом који се завршава на крају 22-минутног извођења. Ова структура епизода направљена је по узору на тинејџерске драме и америчке стрипове. Теме написане у серији укључују љубав, стицање зрелости достизањем пунолетства и (у петој сезони) очување природе.
Након одобравања сценарија и дизајна ликова, сценарио се преноси групи уметника сценарија. За сваку 22-минутну епизоду уметници припремају 450 страница сценарија, које се користе за састављање анимације. У овој фази се додају дијалог и музика да би се одредила дужина сваке сцене. У оригиналној серији (1—4. сезона), уста ликова анимирана су тако да одговарају текстовима италијанских гласовних глумаца; у оживљеној серији покрети уста поклапали су се са енглеским сценаријима. На епизодама се ради истовремено, јер свака од њих захтева око две године рада
На почетку прве сезоне, продукцијски тим од десет људи радио је у оригиналном седишту студија Rainbow у Рецанатију. Током 2006. године, Страфи је отворио други студио у Риму за рачунарски-анимиране пројекте. Током пете и шесте сезоне, у серију су први пут уграђене 3D CGI, анимиране у студију у Риму. Према CGI аниматорима студија Rainbow, анимација косе ликова у подводним сценама била је посебно тешка и анимирана је одвојено од ликова.

### Улоге
У Италији, глумци у серији укључују Летицију Чампу (Блум), Перлу Либератори (Стела), Иларију Латини (Флора), Домитилу Д'Амико (Техна), Џему Донати (Мјуза) и Лауру Ленђи (Аиша). Према Иларији Латини, ликовима су изабране гласовни глумци пре финализације дизајна ликова и глумцима су показане црно-беле скице њихових улога. Глумци снимају своје редове у Риму. 1—4. сезона је анимирана да се подудара са италијанским гласовима. Почев од 5. сезоне, анимација је синхронизована како би одговарала енглеским сценаријима.
Специјали из 2011. представили су нови састав холивудских глумаца. Иђинио Страфи је сам помогао у одабиру гласова главних ликова и глумци су снимали своје текстове у студију Atlas Oceanic у Бербанку. Моли Квин је позајмила глас главној улози Блум и првобитно је испробала цртани глас за свој лик. Nickelodeon јој је саветовао да уместо тога користи свој прави глас, говорећи: „Не, овог пута желимо гласове стварних девојака.”
За глумачку поставу за 2011. годину, Viacom је ангажовао популарне глумце чија су се имена оглашавала у етеру како би привукли америчке гледаоце; међу ове звезде ушли су Аријана Гранде као Дијаспро, Елизабет Гилис као Дафни, Кики Палмер као Аиша, Мет Шајвли као Скај и Данијела Моне као Мици. Ови глумци су дали глас за прва два Винкс филма и сезоне од треће до шесте. Током 2014. године, Viacom је енглеске улоге преселио у студио DuArt у Њујорку; ово је урађено као мера смањења трошкова и уштеде времена јер је студио Rainbow у то време претрпео значајан финансијски губитак. Упркос променама у гласовним глумцима, анимација серије наставила је да се поклапа са енглеским сценаријима канала  и студија Rainbow за седму сезону

### Музика
Према Иђинију Страфију, музика игра пресудну улогу у серији. Оригиналне поп песме у „„стилу Бритни Спирс и Бијонсе” снимљене су на око 40 језика за серију. Међу честим композиторима програма су Микеле Беттали, Стефано Карара, Фабрицио Кастанија и Маурицио Д'Анијело. Један од композитора канала Nickelodeon, добитник награда Еми и Греми Питер Цицо, придружио се тиму током заједничке продукције са каналом Nickelodeon од пете сезоне. Његова музика се појављује у петој, шестој и седмој сезони. Свакој песми треба између пет и дванаест месеци да се заврши. Многе нумере у серији изводи италијанска певачица Елиса Росели, која је започела снимање песама за Винкс 2007. године. Роселијева је наставила да продуцира музику за серију (обично у сарадњи са Д'Анијелом или Питером Цицом са канала Nickelodeon) до своје седме сезоне.
Nickelodeon је за серију Винкс створио неколико играних музичких спотова које су изводиле звезде из других серија канала Nick. Једна садржи Елизабет Гилис из серије Викторијус (која је такође позајмила глас Блуминој сестри Дафни) певајући „We Are Believix”. Ова песма је објављена као самостални сингл на платформи iTunes. Други музички спот садржи Симфоник Милер из серије Како рокати која пева „Winx, You're Magic Now”. Милерова је такође уживо извела своју Винкс песму на презентацији канала Nickelodeon у Лас Вегасу.

## Епизоде
| Сезона | Сезона | Епизоде | Епизоде | Оригинално емитовање | Оригинално емитовање |
| Сезона | Сезона | Епизоде | Епизоде | Премијера            | Финале               |
| ------ | ------ | ------- | ------- | -------------------- | -------------------- |
|        | Пилот  | Пилот   | Пилот   | неемитован           | неемитован           |
|        | 1.     | 26      | 26      | 28. јануар 2004.     | 26. март 2004.       |
|        | 2.     | 26      | 26      | 19. април 2005.      | 14. јул 2005.        |
|        | 3.     | 26      | 26      | 29. јануар 2007.     | 28. март 2007.       |
|        | 4.     | 26      | 26      | 15. април 2009.      | 13. новембар 2009.   |

| Сезона | Сезона    | Епизоде | Епизоде | Оригинално емитовање | Оригинално емитовање |
| Сезона | Сезона    | Епизоде | Епизоде | Премијера            | Финале               |
| ------ | --------- | ------- | ------- | -------------------- | -------------------- |
|        | Специјали | 4       | 4       | 21. новембар 2011.   | 12. децембар 2011.   |
|        | 5.        | 26      | 26      | 16. октобар 2012.    | 24. април 2013.      |
|        | 6.        | 26      | 26      | 6. јануар 2014.      | 4. август 2014.      |
|        | 7.        | 26      | 26      | 21. септембар 2015.  | 3. октобар 2015.     |
|        | 8.        | 26      | 26      | 15. април 2019.      | 17. септембар 2019.  |

## Емитовање
Серија Винкс је премијерно емитована 28. јануара 2004. године на италијанском телевизијском каналу Rai 2. Репризе су касније емитоване на каналу Rai Gulp, сестринском каналу канала Rai 2 намењен деци, убрзо након што је мрежа покренута 2007. године. Nickelodeon је 2. септембра 2010. године најавио је саопштењем за штампу да ће продуцирати потпуно нове сезоне са студијом Rainbow. Nickelodeon је дебитовао са четири једносатна специјала (такође копродуцирана са студијом Rainbow) резимирајући прве две сезоне, од којих је први премијерно емитован на њиховим водећем америчком каналу 27. јуна 2011. године. Изузев Италије, пета, шеста и седма сезона покренуте су на каналима Nickelodeon у земљи и иностранству.
Током шесте сезоне 2014. године, премијере епизода премештене су са канала  на канал Rai Gulp у Италији и са канала  на канал Nick Jr. у Сједињеним Државама. Промена мрежа на оне за млађе уследила је након одлуке студија Rainbow да снизи циљну демографску категорију серије Винкс на млађу публику него као што је било током ранијих сезона. Седму сезону заједнички су најавили Nickelodeon и Rainbow у априлу 2014. године као део свог континуираног партнерства. У Азији, премијера је била 22. јуна 2015. године, коју су пратиле премијере на каналима Rai Gulp у Италији (21. септембар 2015) и Nick Jr. у Сједињеним Државама (10. јануар 2016).
До 2014. године, серија је емитована у преко 150 земаља. Током 2019, након што је најављено спајање предузећа Viacom-CBS, Television Business International издавача Informa уврстио је серију међу најважније својства на међународном нивоу предузећа . Независни емитери који су набавили серију су кинески КЦТ, ирски TG4 и 4Kids, последњи од којих је емитовао серију у Сједињеним Државама све док њихов уговор о емитовању није трајно опозвао студио Rainbow током 2009. године. 4Kids је цензурисао и уредио оригинални садржај у покушају локализације. Иђинио Страфи критиковао је ова прилагођавања у интервјуу из 2008. године, рекавши „Винкс виле не могу тамо да разговарају о момцима. Мислим да ово уклања нешто суштинско.” Страфи је желео да серију покрене у Јапану, али је напустио ту идеју због државне регулативе да страни продуценти садржаја морају да плаћају време емитовања.

### Емитовање у Србији
Серија Винкс је премијерно емитована у августу 2007. године на каналу РТС 1. Друга сезона је премијерно емитована 2007. године на каналу РТС 2. Репризе прве и друге сезоне и премијера треће сезоне биле су 2008. године на каналу Ултра. Четврта сезона је премијерно емитована 12. фебруара 2010. године на каналу , док се касније репризирала на каналу Кошава. Пета сезона је премијерно емитована 20. новембра 2012. године на каналу , док се касније репризирала на каналима Pink 2, Pink Kids, РТВ 1, , Dexy TV и Nicktoons и стриминг услузи Netflix. Шеста сезона премијерно емитована 2014. године на каналу , док се касније репризирала на каналима Nickelodeon, Dexy TV, Nicktoons и на стриминг услузи Netflix. Седма сезона је премијерно емитована 2. новембра 2015. године на каналу , док се касније репризирала на каналима Nickelodeon, Dexy TV и Nicktoons и на стриминг услузи Netflix. Осма сезона је премијерно емитована 7. фебруара 2021. године на каналу .
Прве три и осму сезону синхронизовао је студио Облакодер (током прве три сезоне под именом Loudworks). Четврта сезона има две синхронизације. Прву је радио студио Blue Housе 2010. године, а другу студио Облакодер 2023. године. Првих 13 епизода пете сезоне синхронизовао је студио Идеограм и других 13 епизода, као и шесту и седму сезону, синхронизовао је студио Happy Kids. Luxor Co. је првих 17 епизода прве сезоне објавио као поклон DVD додатак уз часопис Boomerang. Првих 15 епизода прве сезоне је објавио на пет званичних DVD издања у стандардним пластичним кутијама, након чега је цела сезона објављена на шест DVD издања у два картонска бокс сета. Luxor Co. је епизоде 37-39 (С02Е11-13) објавио на DVD издању уз новогодишњи пакетић. Luxor Co. је прве три епизоде треће сезоне објавио као DVD додатак уз часопис Дечје царство. Apsolut Velpro и Gold Audio Video објавили су прву епизоду пете сезоне на DVD издању као поклон у новогодишњем пакетићу. Целу пету сезону су објавили на шест DVD издања.

## Пријем

### Рејтинзи
По дебију, серија Винкс је постигла успех у рејтингу. Током своје прве сезоне 2004. године, серија је постала један од програма са најбољим рејтингом на каналу Rai 2 са просечним шером публике од 17%. Међу гледаоцима старим од 4 до 14 година, просечан удео је био 45%. У Француској и Белгији сезона је достигла 56% шера међу 10 до 14 година. Према каналу Rai 2009. године, родна мешавина публике сеерије Винкс била је готово једнака током прве три сезоне; у циљној демографској групи од 4 до 14 година, жене су представљале само 3% више публике од мушкараца. Премијера четврте сезоне поставила је рекорд за публику анимиране серије на каналу Rai 2 са 500.000 гледалаца. Током 2007. године, Иђинио Страфи је приметио да је на територијама које говоре енглески језик било нижих рејтинга него у Европи у то време, за шта је претпоставио да је због културних разлика.
Дана 27. јуна 2011, први специјал продуциран са каналом Nickelodeon премијерно је приказана на каналу Nick С.А.Д. за 2.278 милиона гледалаца. Сваки од следећа три специјална показао се боље од оног претходног, са четвртим („Мрачни Феникс”) који је био #1 у свом временском термину, међу гледаоцима узраста 2—11 година. Током првог квартала 2012. године, у просеку је 38,5 милиона гледалаца гледало серију у девет међународних продајних места канала Nickelodeon, што је пораст од 60% у односу на четврти квартал 2011. На каналу Nickelodeon УК, серија Винкс је повећала рејтинг мреже за 58% при покретању викендом у септембру 2011. године, сврставајући се у други најпопуларнији програм на каналу и у најпопуларнију серију са женама старости 7—15 година. Од 2019. године, серије Винкс и Сунђер Боб Коцкалоне су једине анимиране серије које се и даље емитују на главној мрежи Nickelodeon УК.

### Пријем критичара
У чланку новина The New York Times, професор универзитета Бокони Паола Дубини изјавила је да су теме и ликови серије Винкс привлачни и циљној публици и њиховим родитељима. Дубинијева је написала да су виле „дефинисане и различите личности” учиниле доступнима гледаоцима. Рецензенткиња организације Common Sense Media Тара Свордс дала је серији три звездице, назвавши је „маштовитом причом са смелим јунакињама у вођству”, истовремено тврдећи да серију ометају њени елементи дизајна.
Серија Винкс привукла је академско интересовање за презентацију родних улога. У часопису Државног универзитета у Волгограду руски социолози Георгик Антонов и Елена Лактиукина оценили су да су женски ликови у серији приказани као доминантни, док су мушкарци пасивни. Као примере жена које су усвојиле традиционално мушке улоге, навели су женске виле које се боре за своје момке, спасавају их од непријатеља и позивају их на састанке, док истовремено имају потешкоће у обављању кућних послова попут кувања и чишћења. Пишући за Државни универзитет у Кабардону-Балкарији, Залина Докхова и Татјана Чепракова изјавиле су да серија преноси „и позитивне и негативне стереотипе”, позивајући се на супротне личности Стеле и Аише. Написали су да Стелин лик укључује стереотипно женске страсти за куповину и одећу, док Аиша представља реалнији лик са интересовањем за спорт којим доминирају мушкарци.
Професорка Универзитета Родс Џин Принслу написала је 2014. године да епизоде серије Винкс „представљају сложене наративе са активним женским протагонистима и позитивним односима који потврђују 'моћ жена'”. У интервјуу за новине Corriere della Sera, психотерапеуткиња Ђианна Шелото која истиче позитивне аспекте попут пријатељства, водећи женске гледаоце „даље од супермодела у које их комерцијални свет вуче”. Il Sole 24 Ore такође је позитивно писао о феминистичким темама серије, похваљујући како ликови „излажу нарцисоидну мушкост”.
Одећа ликова изазвала је одређене контроверзе у јуну 2017. године, када је пакистанска Регулаторна агенција за електронске медије (PEMRA) казнила пакистански канал Nickelodeon након што је емитовао епизоду у којој су Винкс приказане у купаћим костимима.

### Културни утицај
Серија Винкс је популарна на конвенцијама обожаваоца. На пример, 2012. и 2013. године серија је имала велико присуство на штанду канала Nickelodeon на фестивалу San Diego Comic-Con, где су нове колекционарске предмете приређиване обожаваоцима. Nickelodeon је за догађај 2012. године направио две ексклузивне лутке (сребрну Блум и златну Блум) и још две за 2013. годину (Дафни у облику нимфе и Блум у облику Хармоникса). 2015. године у Језолу је одржано четвородневно дружење обожаваоца серије Винкс, где је Nickelodeon инсталирао „зид обожавалаца” за приказивање порука светских обожавалаца. У октобру 2018. године одржана је изложба за петнаесту годишњицу серије на највећем европском фестивалу стрипа, конвенцији Lucca Comics & Games у Тоскани.
Федерико Верселино из новина Il Sole 24 Ore описао је серију као „деструктивни и конструктивни феномен” који је гледаоце упознао са феминистичким причама о побуњеним женским ликовима. Студија из 2019. године спроведена за Corriere della Sera известила је да је серија Винкс четврта најпопуларнија италијанска серија ван земље, са великом потражњом у Русији и Сједињеним Државама.
Током 2018. године, Џована Гало из часописа Cosmopolitan изјавила је да су ликови програма постали „праве модне иконе” и приметила популарност серије код косплејера, уметника перформанса који носе костиме и додатке да представљају ликове серије. Костими серије Винкс били су у фокусу епизоде друге сезоне серије Шегрт, у којој је Флавио Бријаторе изазвао тимове серије да креирају три Винкс одеће намењене женама од 25 до 35 година, које су требале бити достављене на пресуду Иђинија Страфија. Марина Амадуци из новина la Repubblica приписала је популарност моде инспирисане серијом Винкс жељи обожавалаца да опонашају ликове, наводећи да се „Винкс фанатици облаче, крећу и дишу попут својих хероина”.
Регионални савет Маркеа, изабрао је виле серије Винкс да представљају Марке и Италију на светском сајму Expo 2010 у Шангају. Четвороминутни видео који користи стереоскопску технологију приказује Винкс у туристичким дестинацијама Маркеа анимиран је за италијански павиљон. Током 2015. године, италијански премијер Матео Ренци посетио је студио Rainbow и написао да су „Винкс лепа прича италијанског талента”.

## Тужба
У априлу 2004. године, предузеће The Walt Disney Company поднело је неуспешну тужбу због кршења ауторских права против студија Rainbow. Предузеће је оптужило Rainbow за копирање концепта серије Винкс из свог стрипа Вич, који је објављен више од годину дана након почетка продукције серије Винкс. Disney се пријавио за налог за заустављање даљег објављивања серије Винкс и стрипова; да прогласи заштитни знак серије Винкс неважећим и да одузме периодични и филмски материјал који носи наводно име Винкс. Rainbow је добио случај против предузећа Disney и судија је изјавио да међу њима није било збуњујуће сличности. Страфи је напоменуо да је пилот серије Винкс у продукцију ушао 2000. године, док је стрип Вич објављен тек у мају 2001. године. Дана 2. августа 2004. године, сви захтеви за кршење закона предузећа Disney одбили је Одељење за специјализована комерцијална питања у Болоњи, сматрајући их неоснованим. Тужба је касније постала предмет семинара о привредном праву на Универзитету у Мачерати 2009. године.
Током 2005. године, Иђинио Страфи је интервјуисан за часопис IO Donna о правној бици. Упитан је какав је осећај „бити један од најомраженијих људи предузећа Disney” и одговорио је да му је—као оснивачу малог студија за анимацију—драго што је „победио” масивни конгломерат. „Осећам одређени понос због тога што сам изнервирао таквог гиганта. Инспиративно је,” објаснио је. Као резултат тужбе, Страфи је избегао било какво пословање са корпорацијом Disney; коментарисао је 2014. године, „Изгубили су шансу да истраже нашу креативност.”

## Повезани медији

### Филмови

#### Тајна изгубљеног краљевства
Дана 8. октобра 2006. године, дугометражни филм Винкс је најављен на веб-сајту студија Rainbow. Филм Тајна изгубљеног краљевства објављен је у Италији 30. новембра 2007. године. Телевизијска премијера била је 11. марта 2012. године на каналу  у Сједињеним Државама. Радња се одвија након догађаја из прве три сезоне, пратећи Блум док тражи биолошке родитеље и бори се са Античким вештицама које су уништиле њену родну планету. Иђинио Страфи је од почетка развоја серије планирао дугометражну причу и филм је на крају ушао у продукцију након што је Страфи основао Rainbow CGI у Риму.
У Србији ДВД издање филма са српском синхронизацијом објавила је издавачка кућа Мегаком филм

#### Чаробна авантура
Дана 9. новембра 2009, најављен је наставак филма за датум објављивања током 2010. године. Филм Винкс 3Д: Чаробна авантура објављен је у Италији 29. октобра 2010. године. Телевизијска премијера била је 20. маја 2013. на каналу  у Сједињеним Државама. У филму, Скај запроси Блум, али Скајев отац не одобрава њихов брак. Продукција филма Чаробна авантура започела је 2007. године, док је први филм још био у фази израде. То је први италијански филм анимиран у стереоскопском 3D.
Дана 19. фебруара 2013. године,  је одржао специјалну пројекцију филма у кинеском позоришту ти-си-ел у Холивуду. Премијери су присуствовали канала Nickelodeon Данијела Моне (која у серији позајмљује глас Блуминој ривалки Мици) и творац Иђинио Страфи.
У Србији ДВД издање филма са српском синхронизацијом објавила је издавачка кућа Тарамаунт филм

#### Мистерија бездани
Крајем 2010. најављено је да ће предузеће  (власник канала Nickelodeon и евентуални сувласник студија Rainbow) обезбедити ресурсе потребне за продукцију новог филма Винкс. Филм под називом Винкс: Мистерија бездани објављен је у Италији 4. септембра 2014. године. Телевизијска премијера била је 8. августа 2015. године каналу Nickelodeon Немачка. Радња прати Винкс које кроз Бескрајни океан спасавају Скаја, који је затворен од стране Трикса. Према Иђинију Страфију, филм има комичнији тон од претходна два филма.

### Спин-офови
Поп Пикси је мини-серија која је трајала једну сезону током два месеца 2011. године. Она садржи чиби-инсипирисане Пикси ликове који су први пут представљени у другој сезони серије Винкс. Након што је  постао суразвијач главне серије, најављено је да ће се серија Поп Пикси емитовати на глобалној мрежи канала Nickelodeon почев од краја 2011. године.
Винкс свет је спин-оф серија која је премијерно емитована 2016. године; Страфи ју је описао као „са више графика за одрасле, врсту приче која више одговара старијој публици” од оригиналне серије. У њој Винкс који путују на Земљу у тајној мисији како би пронашле отмичара познатог као Лопов талената. Продуцирано је 26 епизода током две сезоне.

### Играна адаптација
Током 2018. године, најављена је играна адаптација за младе. Снимање је почело у септембру 2019. године, са Абигејл Ковен која глуми Блум. Серија је светску премијеру остварила 22. јануара 2021. године, након најаве објављене 10. децембра 2020. године.
Писци серије Винкс сага: Судбина били су потпуно нови за Винкс франшизу и регрутовани су из тинејџерских драма попут серије Вампирски дневници. Почетком продукције, амерички чланови екипе из цртаћа канала Nickelodeon (укључујући Блумину гласовну глумицу, Моли Квин) састали су се са продукцијским тимом серије Судбина и прегледали сценарио за пилот. Џоен Ли из студија Rainbow је такође надгледала серију као извршна продуценткиња.

### Рибут
Дана 6. новембар 2022. аутор серије Иђинио Страфи је најавио рибут серију. Рибут ће приказивати Netflix. У јануару 2023. Paramount Global је продао свој удео у студију Страфију, омогућавајући му потпуну креативну контролу над рибутом.

### Остали догађају
У септембру 2005. године, мјузикл уживо под називом „Магија Винкс шоу” започео је турнеју по Италији. Мјузикл се касније проширио и на друге европске земље и глумачка екипа је наступила на додели награда Nickelodeon Kids' Choice Awards у Милану. Наставак као шоу на леду у којој је глумила Каролина Костнер покренут је у новембру 2008. године. У октобру 2012. године,  је одржао догађај уживо у Одеон синема ковент гардену, заједно са „ружичастим тепихом” и прегледима предстојећих епизода.

### Роба
Иђинио Страфи отворио се за лиценцирање робе серије Винкс како би финансирао друге пројекте свог студија; 2008. године изјавио је да враћа „готово све” назад у Rainbow. Током првих десет година серије, више од 6.000 комада везане робе издале су спољна предузећа за издавање дозвола.Од 2014. године, Винкс робне дозволе генерирале су око 50 милиона евра годишње, при чему је већина прихода ишла корисницима лиценци, а не само студију Rainbow. Према чланку часописа VideoAge International, Rainbow узима од продаје робе у просеку 10 процената, док неки послови дају студију само пет процената. Изван Европе, предузеће  је објављивало производе засноване на серији до 2012. године, када је Nickelodeon именовао предузеће Jakks Pacific за новог трговинског партнера серије. Саопштење је уследило након рекламне кампање серије Винкс на коју је Nickelodeon потрошио 100 милиона америчких долара.
Колекције лутака засноване на ликовима серије први пут су објављене у јануару 2004. године како би се поклопиле са њеним дебијем. У Италији, лутке производи Witty Toys (подружница студија ) и дистрибуира Giochi Preziosi. Од 2016. године, дизајнирано је више од 100 колекција и продато преко 60 милиона лутки серије Винкс. Rainbow је 2013. године покренуо винтиџ лутке као колекционарске предмете.
Серија стрипова која је у току објављена је од премијере серије. Преко 180 италијанских издања објављено је од 2019. године. Светски тираж стрипова 2014. износио је 25 милиона примерака, са 55.000 примерака који се месечно продају у Италији. У Сједињеним Државама, Viz Media је превео неколико од првих 88 бројева и објавио их у девет нових свезака. Направљене су и друге везане књиге које нису повезане са стриповима, почевши од водича за ликове које дистрибуира Giunti Editore. Партнер канала Nickelodeon, Random House објављује књиге серије Винкс на енглеском језику од 2012. године.

### Игре
На основу серије произведено је неколико видео-конзолских игри. Прва, конгломерата Konami Europe, Winx Club, објављена је 15. новембра 2005. године. Остале видео-игре засноване на франшизи укључују Winx Club: The Quest for the Codex (2006), Winx Club: Join the Club (2007), Winx Club: Mission Enchantix (2008), Winx Club: Believix in You (2010) и Winx Club: Magical Fairy Party (2012). Игра Magical Fairy Party објављена је као део партнерства канала Nickelodeon са предузећем D3Publisher. Игра са физичким картама заснована на франшизи и продуцента Upper Deck Company објављена је 2005. године.
Веб-сајт канала Nickelodeon, Nick.com, створио је различите флеш-игре на основу серије. Одељак серије Винкс на Nick.com постао је једна од најпосећенијих страница на веб-сајту, са милионом месечних посетилаца средином 2013. године и преко 2,6 милиона играчких сесија.

### Српскаиздања
| Издавач                    | Сезона | Број -ја    | Епизоде | Језици           | Земље продаје                          |
| -------------------------- | ------ | ----------- | ------- | ---------------- | -------------------------------------- |
| (уз часопис Boomerang)              | 1.     | 12-28.      | 1—17.   | српски           | Србија, Црна Гора, Босна и Херцеговина |
|                            | 1.     | 1.          | 1—3.    | српски           | Србија, Црна Гора                      |
|                            | 1.     | 2.          | 4—6.    | српски           | Србија, Црна Гора                      |
|                            | 1.     | 3.          | 7—9.    | српски           | Србија, Црна Гора                      |
|                            | 1.     | 4.          | 10—12   | српски           | Србија, Црна Гора                      |
|                            | 1.     | 5.          | 13—15.  | српски           | Србија, Црна Гора                      |
|                            | 1.     | 1.          | 1—4.    | српски           | Србија, Црна Гора                      |
|                            | 1.     | 2.          | 5—8.    | српски           | Србија, Црна Гора                      |
|                            | 1.     | 3.          | 9—13.   | српски           | Србија, Црна Гора                      |
|                            | 1.     | 4.          | 14—17.  | српски           | Србија, Црна Гора                      |
|                            | 1.     | 5.          | 18—21.  | српски           | Србија, Црна Гора                      |
|                            | 1.     | 6.          | 22—26.  | српски           | Србија, Црна Гора                      |
|                            | 2.     | новогодишњи | 11—13.  | српски           | Србија, Црна Гора                      |
| (уз часопис Дечје царство) | 3.     | 3.          | 1—3.    | српски           | Србија, Црна Гора, Босна и Херцеговина |
|                            | 5.     | промо DVD      | 1.      | српски           | Србија, Црна Гора, Хрватска            |
|                            | 5.     | 1.          | 1—5.    | српски, хрватски | Србија, Црна Гора, Хрватска            |
|                            | 5.     | 2.          | 6—9.    | српски, хрватски | Србија, Црна Гора, Хрватска            |
|                            | 5.     | 3.          | 10—13.  | српски, хрватски | Србија, Црна Гора, Хрватска            |
|                            | 5.     | 4.          | 14—18.  | српски           | Србија, Црна Гора, Хрватска            |
|                            | 5.     | 5.          | 19—22.  | српски           | Србија, Црна Гора, Хрватска            |
|                            | 5.     | 6.          | 23—26.  | српски           | Србија, Црна Гора, Хрватска            |